# Drużynowe Mistrzostwa Europy na Żużlu 2022
Drużynowe Mistrzostwa Europy na Żużlu 2022 – pierwsza edycja drużynowych mistrzostw Europy – zawodów żużlowych organizowanych przez FIM Europe. W turnieju wzięły udział cztery reprezentacje, nie przeprowadzono eliminacji, a uczestnicy zostali wytypowani przez organizatorów.
Tytuł mistrzowski wywalczyła reprezentacja Polski.

## Format zawodów
Drużyny składają się z czterech zawodników oraz jednego rezerwowego. Turniej składa się z dwudziestu biegów. W każdym z nich startuje czterech żużlowców – po jednym z każdej reprezentacji.

## Finał
- Poznań (Stadion Golęcin), 15 maja 2022[2]

| Msc |                                                                              | Drużyna / Zawodnik                                        | Biegi           | Punkty |
| --- | ---------------------------------------------------------------------------- | --------------------------------------------------------- | --------------- | ------ |
| 1   |                                                                              | Polska                                                    | Polska          | 47     |
| 1   | Patryk Dudek Maciej Janowski Janusz Kołodziej Bartosz Zmarzlik Kacper Woryna | (0,2,3,3,3) (3,w,1,2,1) (3,3,3,3,3) (3,3,3,3,2) ns        | 11 7 15 14 –    |        |
| 2   |                                                                              | Dania                                                     | Dania           | 28     |
| 2   | Leon Madsen Patrick Hansen Anders Thomsen Rasmus Jensen Frederik Jakobsen    | (1,2,-,-,-) (2,1,2,1,0) (0,3,1,2,1) (1,-,2,1,2) (3,0,0,3) | 3 6 7 6         |        |
| 3   |                                                                              | Wielka Brytania                                           | Wielka Brytania | 27     |
| 3   | Robert Lambert Daniel Bewley Adam Ellis Chris Harris Tom Brennan             | (2,2,3,1,1,1) (2,1,2,3,3) (1,1,-,0,0) (2,0,1,1,0) ns      | 10 11 2 4 –     |        |
| 4   |                                                                              | Szwecja                                                   | Szwecja         | 18     |
| 4   | Jacob Thorssell Fredrik Lindgren Filip Hjelmland Oliver Berntzon Kim Nilsson | (0,2,0,2,d) (1,1,2,2,0,2) ns (3,d,0,d,1) (0,0,0,2)        | 4 8 – 4 2       |        |